# Alfonso Danvila
Alfonso Danvila y Burguero (Madrid, 1879-Montevideo, 1964) fue un diplomático, escritor e historiador español. 

## Biografía
Era  hijo del jurista, historiador y político Manuel Danvila y Collado. Tras realizar sus estudios en Derecho, ingresó a los veinte años en la carrera diplomática, a lo largo de la cual fue nombrado secretario de las embajadas de España en Londres (1899), La Habana (1905) y Santiago de Chile, secretario y después ministro plenipotenciario en Montevideo (1908-1930) y embajador en París (1931), donde fue sustituido, en enero de 1932, por Salvador de Madariaga, y trasferido a la embajada de Buenos Aires (1932-1936). Para estas dos embajadas fue nombrado por el gobierno de la República. Sin embargo, considerado de tendencia conservadora, se vio obligado a renunciar al cargo de embajador en Argentina, bajo las presiones de los republicanos radicales residentes en Buenos Aires, siendo removido en abril de 1936, unos meses antes de la sublevación franquista en España. Se piensa que falleció en París en 1945, pero falleció en Montevideo en 1964 con 87 años.

## Obra
Empezó muy joven a publicar, estrenándose a los veinte y un años con una extensa biografía de un diplomático y político de los siglos XVI y XVII, Don Cristóbal de Moura, primer Marqués de Castel Rodrigo (1538-1613) (Madrid, 1900, 927 pp.). Escribió alrededor del mismo tiempo novelas de costumbres sobre la clase alta madrileña (Lully Arjona y La Conquista de la Elegancia, ambas en 1901), continuando después con nuevos estudios históricos, sobre personajes del siglo XVIII: Luisa Isabel de Orleans y Luis I (1902) y Fernando VI y Doña Bárbara de Braganza (1905). En 1923, conciliando su labor diplomática de creciente importancia con sus investigaciones históricas, empezó a publicar la colección Las Luchas Fratricidas de España, cuyo primero tomo fue El testamento de Carlos II. Hasta 1940, salieron diez títulos, en catorce tomos, de esta colección publicada por Espasa-Calpe, que realizó una reedición de la obra completa.  En los años 1950, Danvila publicó dos importantes estudios históricos, Felipe II y el Rey Don Sebastián de Portugal (Madrid, Espasa-Calpe, 1954) y Felipe II y la sucesión de Portugal (Madrid, Espasa-Calpe, 1956), además de una nueva versión de una obra de juventud, El Reinado Relámpago - Luis I y Luisa Isabel de Orleáns (Madrid, Espasa-Calpe, 1952).